# 卢戈迪维琴扎
卢戈迪维琴扎（義大利語：Lugo di Vicenza），是意大利威尼托大区维琴察省的一个市镇。总面积14平方公里，人口3765人，人口密度268.9人/平方公里（2009年）。国家统计（ISTAT）代码为024053。

## 友好城市
- 義大利奥斯特拉韦泰雷
- 義大利切尔基亚拉迪卡拉布里亚
- 義大利乌贾诺拉基耶萨
- 義大利福萨切西亚